# Leisach
Leisach – gmina w Austrii, w kraju związkowym Tyrol, w powiecie Lienz. Według Austriackiego Urzędu Statystycznego liczyła 766 mieszkańców (1 stycznia 2015).